# 马嵬坡站
马嵬坡站是一个陇海线上的铁路车站，位于陕西省咸阳市兴平市马嵬街道，建于1936年，目前为四等站，邮政编码为713103。目前客运：办理旅客乘降；不办理行李、包裹托运；货运：办理整车货物发到；不办理整车爆炸品及一级氧化剂发到。